# Shinzo
Shinzo, или Mushrambo (яп. マシュランボー Масюрамбо:), — аниме-сериал, созданный творческой командой Тодо Идзумо на студии Toei Animation Company. Премьера состоялась 5 февраля 2000 года. Режиссёр — Тэцуо Имадзава. В США и Канаде аниме-сериал был издан компанией Saban Entertainment Inc.

## Сюжет
Аниме повествует об альтернативном будущем Земли, где искусственно созданные людьми для борьбы со смертельным вирусом существа — Энтеррийцы — завоёвывают Землю и дают планете новое имя — Энтерра. Спустя 500 лет после завоевания Земли трое из них должны защищать последнего человека Якумо (яп. ヤクモ Yakumo), чтобы помочь ей возродить человеческую расу. Аниме главным образом сосредотачивается на приключениях, которые преодолевают главные герои на своём пути.

## Персонаж

### Главные герои
Якумо Тацуро (яп. ) —
Сэйю:  
Мушра (яп. ) —
Сэйю:  
Кутал (яп. ) —
Сэйю:  
 Саго (яп. ) —
Сэйю:  
Мушрембо (яп. ) —
Сэйю:  
Хакуба (яп. ) —
Сэйю:  
Бинка (яп. ) —
Сэйю:  

### Второстепенные персонажи
Рей, Сен, Эсте (яп. ) —
Сэйю:  ,  ,  
Доктор Дайго Тацуро (яп. ) —
Сэйю:  
Король Ниппер (яп. ) —
Сэйю:  
Болт (яп. ) —
Сэйю:  

### Антагонисты
Ланакурас (яп. ) —
Сэйю:  

### Семь Генералов Энтерран
Семь самых могущественных Энтерранов, которые привели Энтерранов к уничтожению человеческой расы. Якумо и компания столкнулись только с первыми четырьмя на первой временной шкале.
Король насекомых Даку (яп. ) —
Сэйю:  
Рептилия Император Рюма (яп. ) —
Сэйю:  
Королева птиц Русефина (яп. ) —
Сэйю:  
Морской король Франкен (яп. ) —
Сэйю:  

## Список серий
| № серии | Название                                                                                           | Трансляция в Японии   |
| ------- | -------------------------------------------------------------------------------------------------- | --------------------- |
| 1       | Пробуждение «Тодороки Баку Сэнси Икинари до Хэнсин» (轟爆戦士いきなり怒変身)                       | 5 февраля 2000 года   |
| 2       | Берегись охотников «Хяку Оку Тикара да!! Суггэ: Дзо до Тэккэн!!» (100億力だ!!スッゲェぞ怒鉄拳!!)   | 12 февраля 2000 года  |
| 3       | Путина зла «Дато:!! Гокуаку Кумо Кё:дай Кин то Гин» (怒倒!!極悪クモ兄弟・金と銀)                   | 19 февраля 2000 года  |
| 4       | Чудеса в лунопарке «Мусюра, Ю:энти дэ О: Абарэ» (マシュラ、遊園地で大暴れ!?)                       | 26 февраля 2000 года  |
| 5       | Кири «Цуё Сугиру! Контю: О: Доккаку!!» (強すぎる!昆虫王ドッカク!!)                                 | 4 марта 2000 года     |
| 6       | Одолеть короля «Саисю: Кэссэн! Масюра vs Контю: О:» (最終決戦!マシュラvs昆虫王)                    | 11 марта 2000 года    |
| 7       | В джунглях «Синтаирику Тоцуню:! Дзянгуру ни Хисому Каидзин» (新大陸突入!ジャングルにひそむ怪人)    | 18 марта 2000 года    |
| 8       | Рилии «Мусюра Гэкито:! Сукю:ру: Во:дзу» (マシュラ激闘!スクールウォーズ!!)                          | 25 марта 2000 года    |
| 9       | Гьяса «Хаибоку! Кю:тару, Са:го Сису!» (敗北!クータル、サーゴ死す!)                                 | 1 апреля 2000 года    |
| 10      | Мушрембо, Последний Самурай «Мутэки но Тё:сэнси Масюрамбо:» (無敵の超戦士マシュランボー)           | 8 апреля 2000 года    |
| 11      | Схватка великанов «Кё:и но Тикара да! Гядза Фунсай!» (脅威のチカラだ!ギャザ粉砕!)                  | 15 апреля 2000 года   |
| 12      | Испытание «Масюра Надзо но Ро:си ни Ню:мон ка!?» (マシュラ・謎の老師に入門か!?)                    | 29 апреля 2000 года   |
| 13      | Рюма, Повелитель Рилий «Тэки ка Миката ка? Хакаи-син Мусюрамбо:» (敵か味方か?破壊神マシュランボー) | 6 мая 2000 года       |
| 14      | Тёмный дух разрушений «Нонсутоппу Бо:сё:! Курой Хакаи-син» (ノンストップ暴走!黒い破壊神)           | 13 мая 2000 года      |
| 15      | Город Механо «Тэнкю: но Роботто О:коку Мэканосити» (天空のロボット王国メカノシティ)                | 20 мая 2000 года      |
| 16      | Гигантский робот «Кёдай Робо Хассин! Надзо но Ка:до Кё:дзё:» (巨大ロボ発進!謎のカード工場)         | 27 мая 2000 года      |
| 17      | Великая война «Дзякутэн Наси!? Акума но Хацумэй Эггука:до» (弱点なし!?悪魔の発明エッグカード)      | 3 июня 2000 года      |
| 18      | Секреты семёрки «Нана Даисё:гун но Химицу!» (7大将軍の秘密!)                                       | 10 июня 2000 года     |
| 19      | Крылатая ведьма «Таосэ! Саикё: но Торидзю: О: Русифэ:ну» (倒せ!最強の鳥獣王ルシフェーヌ)           | 17 июня 2000 года     |
| 20      | Два Мушрембо «Дай Гэкитоцу! Масюра vs Масюрамбо:» (大激突!マシュラVSマシュランボー)                | 24 июня 2000 года     |
| 21      | Решающий бой «Татакай но Хатэ ни...» (戦いの果てに…)                                               | 1 июля 2000 года      |
| 22      | Новое начало «Орэ ва Саикё: О: Масюра Самада!» (オレは最強王・マシュラさまだ!)                     | 8 июля 2000 года      |
| 23      | В медвежьих когтях «Ю:ся Фуккацу но Хаипа:фо:му!» (勇者復活のハイパーフォーム!)                    | 15 июля 2000 года     |
| 24      | Центр кошмаров «Дзигоку но Сися Соно Мэиха Аирису!!» (地獄の使者その名はアイリス!!)                | 22 июля 2000 года     |
| 25      | Эйлис Громовержец «Мэдзамэ Ё! Масюрамбо:» (目覚めよ!マシュランボー)                                | 29 июля 2000 года     |
| 26      | Воскрешение Якумо «Ососугита Саикай» (遅すぎた再会)                                                | 12 августа 2000 года  |
| 27      | Исход Ланакураса «Саиго но Кибо:» (最後の希望)                                                     | 19 августа 2000 года  |
| 28      | Освобождённый Ланакурас «Якумо Ракудзицу ни Сису» (ヤクモ落日に死す)                               | 26 августа 2000 года  |
| 29      | Главный соперник Мушрембо «Хатэ Синаки Сито:» (果てしなき死闘)                                     | 2 сентября 2000 года  |
| 30      | Миссия Мушры «Масюра но Симэй» (マシュラの使命)                                                    | 9 сентября 2000 года  |
| 31      | Нетленная душа «Синару Татакай» (心ある戦い)                                                       | 16 сентября 2000 года |
| 32      | Здравствуй, Якумо «Сараба Мусюрамбо:» (さらばマシュランボー)                                       | 23 сентября 2000 года |

## Фон
Экранизация представляет собой адаптацию китайского романа 16-го века «Путешествие на Запад» У Чэнъэнь, в котором события переносятся в далекое будущее научной фантастики. Тан Санзанг становится Якумо, девушкой, которой поручено возродить человеческую расу, а не извлекать священные писания. Ша Вуцзин становится Саго, Чжу Баджи становится Куталом (который превращается в льва), а Сунь Вуконг становится Мушрой (сохраняя золотой ободок персонажа и телескопический посох).